# Mambo (vodú)

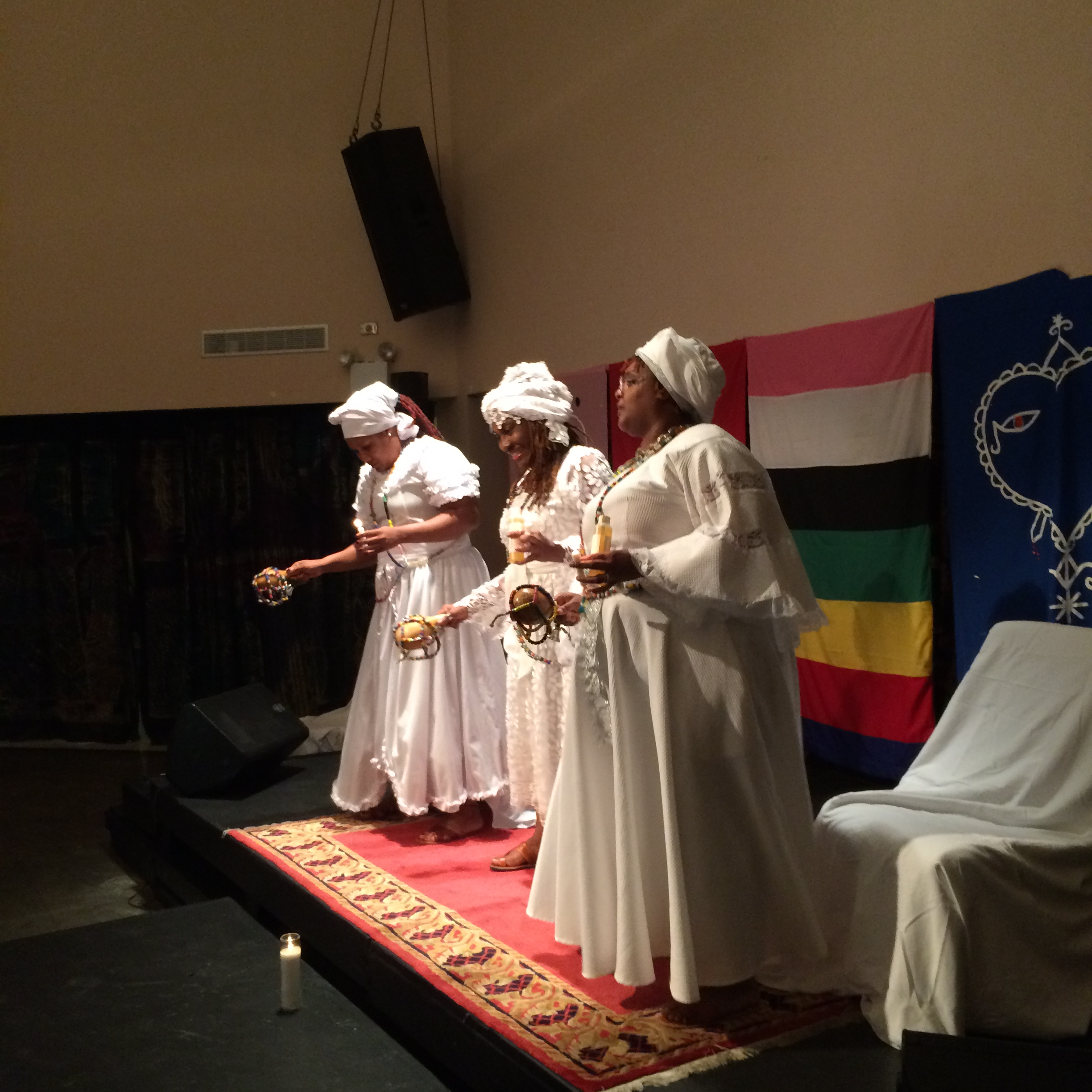
Tres mambos haitianes en una cerimònia de jurament del vodú a càrrec de la Konfederasyon Nazzjonali Vodouyizan Ayisyen (KNVA) a Harlem, Nova York.

Un mambo (també escrit manbo) és una sacerdotessa (a diferència d'un houngan, un sacerdot masculí) a la religió vodú haitiana. Les concepcions del sacerdoci del vodou haitià provenen de les tradicions religioses dels esclaus del Dahomey, en el que avui és Benín. Per exemple, el terme mambo deriva de la paraula Fon nanbo ("mare de la màgia"). Igual que els seus homòlegs de l'Àfrica Occidental , les mambos haitianes són líders femenines als temples del vodú que realitzen tasques de curació i que guien als demés durant rituals complexos. Aquesta forma de lideratge femení predomina en centres urbans com Port-au-Prince (la capital d'Haití). Normalment, no hi ha jerarquia entre mambos i houngans. Aquestes sacerdotesses i sacerdots serveixen com a caps de grups religiosos autònoms i exerceixen la seva autoritat sobre els devots o servidors espirituals dels seus hounfo (temples).
Els mambos i els houngans són cridats al poder mitjançant la possessió d'un loa (també escrit lwa, esperits vodú) o les revelacions en un somni. Han de completar diversos rituals d'iniciació i exercicis d'entrenament tècnic on aprenen els loas vodú pels seus noms, atributs i símbols. El primer pas en la iniciació és el lave tèt (rentat de cap), que està dirigit als esperits allotjats al cap d'un individu. El segon pas es coneix com a kouche (estirar-se), que és quan l'iniciat entra en un període de reclusió. Normalment, el pas final és la possessió de l'ason (sonall sagrat), que permet als mambos o houngans començar la seva feina. Un dels principals objectius de les cerimònies d'iniciació vudú és enfortir el konesans (coneixement) de la mambo, que determina el poder sacerdotal.
Les habilitats específiques i els coneixements adquirits per les mambos els permeten mediar entre els àmbits físic i espiritual. Utilitzen aquesta informació per invocar els esperits a través del cant, la dansa, la pregària, les ofrenes i/o el dibuix de vèvès (símbols espirituals). Durant aquests rituals, les mambos poden ser cavalcades (posseïdes) per un loa, o bé poden supervisar la possessió d'altres devots. La possessió d'esperits té un paper important en Vodú perquè estableix una connexió entre els éssers humans i les deïtats vodú. Tot i que els loas poden "cavalcar" a qui vulguin, els que estan fora del sacerdoci vodou no tenen les habilitats per comunicar-se directament amb ells. Això es deu al fet que el cos humà és només carn, que els esperits poden agafar en préstec per revelar-se mitjançant la possessió. Les mambos, però, poden parlar i escoltar els loas i esperits, de manera que poden interpretar els consells o advertències enviades a individus o comunitats concretes.
Cécile Fatiman és una mambo haitiana coneguda per participar en la cerimònia del vodou de l'agost de 1791 a Bois Caïman, un acte que, es diu, va iniciar la revolució haitiana. També hi ha mambos notables als Estats Units. Marie Laveau (1801-1888), per exemple, va guanyar fama a Nova Orleans, Louisiana, pel seu encant personal i les pràctiques vodú. Coneguda com la "reina vudú" de Louisiana, el llegat de Laveau es manté viu a la cultura popular nord-americana (per exemple, la sèrie de televisió America Horror Story: Coven). Mama Lola és un altre destacat líder espiritual de mambo i vodú als Estats Units. Va saltar a la fama després de la publicació del relat etnogràfic de Karen McCarthy Brown , Mama Lola: A Vodou Priestess in Brooklyn. L'èxit de Mama Lola li va proporcionar una plataforma per desafiar les idees errònies occidentals sobre el vodou haitià i fer aparicions a la televisió.

## Etimologia i història
El vodou haitià treu les seves arrels històriques de l'antic regne de l'Àfrica Occidental del Dahomey. Poblada pel poble fon, ewe i ioruba, aquesta regió cobreix aproximadament el que avui es coneix com Benín i l'oest de Nigèria. Durant el tràfic d'esclaus, molts dahomeians que parlaven fon i ewe van ser esclavitzats i utilitzats com a mà d'obra per a la indústria sucrera de Saint Domingue francès (l'actual Haití). Com a resultat, el Vodú té elements que es poden remuntar als fon. Per exemple, el terme mambo prové del terme fon nanbo, que significa "mare de la màgia ". Com el nanbo del Vodú de l'Àfrica Occidental, les mambos haitians tenen un paper vital en els temples i rituals del Vodou.
El contacte amb divinitats o esperits es considera perillós. Per aquest motiu, moltes religions de l'Àfrica Occidental requereixen professionals (sacerdots, sacerdotesses, endevinadors, herbolaris, etc.) que coneguin els rituals, danses, cançons i objectes que es poden utilitzar per apropar-se a divinitats o esperits sense molestar-los. Els esclaus africans van portar aquests coneixements amb ells al Nou Món. En conseqüència, les figures religioses femenines formen part de les religions de la diàspora africana. El domini de les practicants de vodú es va fer més tard predominant en els contextos urbans d'Haití i la Nova Orleans del segle xix a la Louisiana francesa.

## Sacerdoci vodú
En general, les mambos i els houngans serveixen com a caps de grups religiosos autònoms del vodú, en lloc de jerarquies clericals, i exerceixen la seva autoritat sobre els devots o servidors espirituals dels seus temples. Tenen la capacitat d'invocar a divinitats o esperits per eliminar les barreres entre els regnes espiritual i terrenal. Abans que puguin posar en pràctica aquestes habilitats, aquests sacerdots i sacerdotesses reben una educació tècnica on aprenen sobre els diferents esperits i déu vodú i pràctiques rituals. També han de conrear una konesans (coneixement) -típicament considerats com la intuïció, psíquica poder, o el "do de ulls". A partir de dons sobrenaturals, un coneixement ofereix als sacerdots i sacerdotesses vodú la capacitat de llegir les persones i curar-les. Això, a la vegada, els permet diagnosticar i tractar els patiments humans, que atribueixen als vius, als morts o al món dels esperits.
Els esperits vodú escullen mambos i houngans a través de revelacions en un somni o de les declaracions d'una persona posseïda. Aquests candidats al sacerdoci són llavors tutoritzats per una mambo o un houngan durant dies, mesos o fins i tot anys. Tot i que qualsevol pot rebre la crida dels esperits per entrar al sacerdoci, la professió de houngan i mambo és sovint hereditària. No obstant això, els anomenats per ser una mambo o un houngan rarament rebutjaran la posició per por de ser severament castigats pels déus.
En un humfo (Temple vodou), mambos i houngans es coneixen habitualment com a manman (mare) i papa (pare), respectivament. Els hounfos són llocs de culte religiosos molt decorats i contenen un o més altars de pedra per a divinitats o esperits. Així, amb l'ofici de houngan o mambo arriba el poder, el prestigi i la riquesa. Hi ha, a més, altres càrrecs i rols destinats a ajudar-los. Per exemple, els hunsi són devots que han passat pel rite de foc, compleixen les ordres del mambo i estan qualificats per ajudar en activitats rituals. Els hunsi es subdivideixen més en funció de tasques particulars (per exemple, l'hungenikon (líder de la cançó) i laplace (mestre de cerimònies i titular de l'espasa)).
Les estructures patriarcals amb sacerdoci masculí solen prevaler a les zones rurals d'Haití. El lideratge femení, en canvi, es veu sovint en centres urbans com Port-au-Prince (la capital d'Haití). La naturalesa autònoma del sacerdoci vodú permet a les mambos exercir un lideratge totalment independent del control masculí.

## Rituals d'iniciació

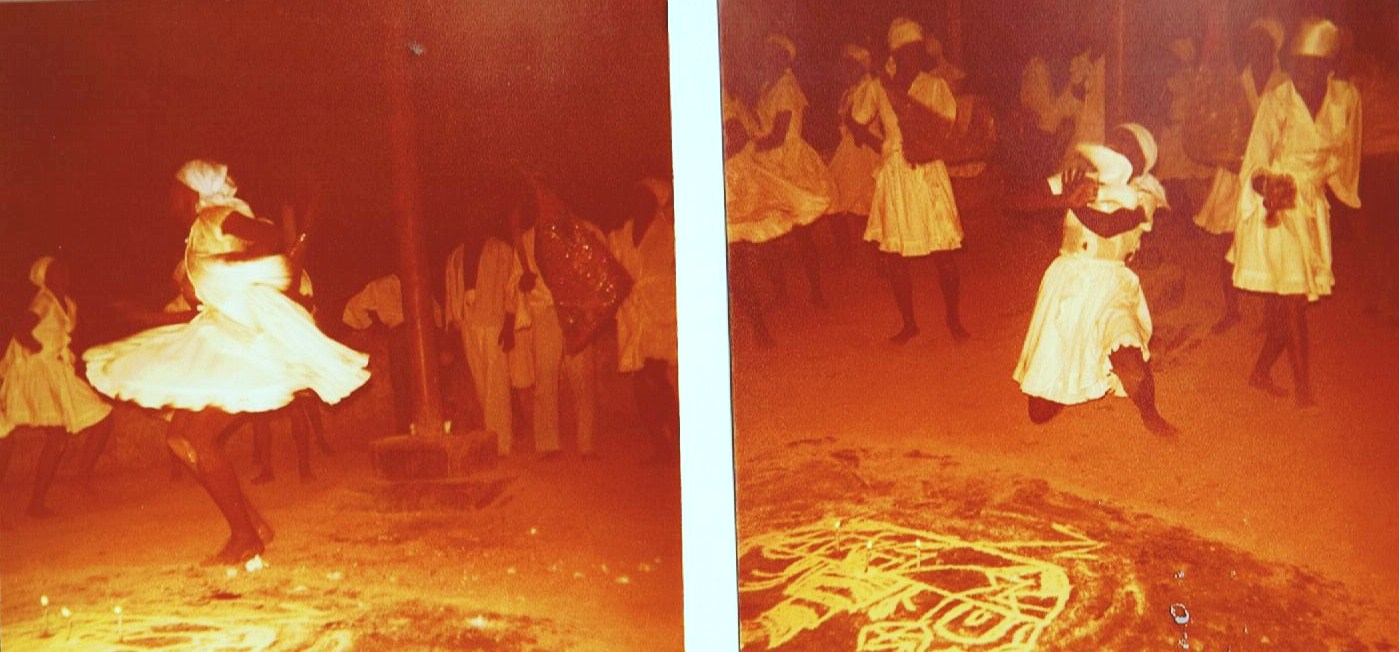
Escenes d'un ritual de Vodou a Haití, que representen el moviment corporal d'una practicant de Vodou.

Les mambos s'han de sotmetre a un procés d'iniciació de diversos passos per entrar al sacerdoci i establir la seva comunicació amb els esperits vodú. Un dels principals objectius de les cerimònies d'iniciació és enfortir el konesans de la mambo. El primer pas en la iniciació és lave tèt (rentat de cap), que està dirigit als esperits allotjats al cap d'un individu. Es creu que el cap conté el gwo bonanj (gran àngel de la guarda): un esperit que dirigeix la consciència d'una persona i proporciona saviesa ancestral/espiritual. Un gwo bonanj pot fer que una persona perdi la seva visió i comprensió. El rentat de cap funciona per evitar aquest problema "refrescant" aquests esperits inquiets.
Kanzo, la prova de foc, és el segon pas d'iniciació. Durant aquest ritu de pas, els materials calents de les olles bullint es pressionen a la mà esquerra i al peu esquerre de l'iniciada. Aquest pas s'utilitza per purificar l'iniciat i transformar el seu patiment en poder. El ritual kanzo és important perquè posa l'iniciada sota la cura directa d'un loa.
El següent pas es coneix com a kouche (estirar-se), que és quan la iniciada entra en un període de reclusió. La futura mambo queda tancada a la jévò (sala d'iniciació) durant nou dies amb un ason. L'ason és un sonall de perles que les mambos i els houngans utilitzen al sud d'Haití per donar-los força en el regne dels esperits. El pas final de la iniciació és la transferència de la propietat de l'ason la mambo o al houngan en formació. La possessió de l'ason permet als iniciats assumir els seus rols formals i començar el seu treball de curació.

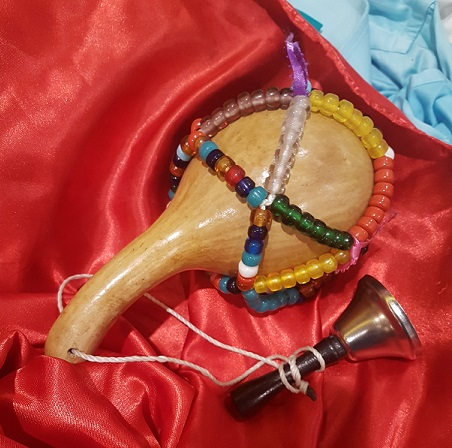
Un asson, el sonall utilitzat pels houngans i les mambos.

Hi ha diferents motius pels quals els practicants de vodú realitzen rituals i cerimònies. Alguns creients veuen la seva relació amb els déus i els esperits com un contracte vinculant en el qual els humans estan obligats a oferir als esperits rituals o cerimònies a canvi de protecció. Servint i comunicant-se amb els esperits mitjançant rituals, els devots poden provocar bona sort, allunyar el mal i curar els malalts. Com a especialistes religioses, les mambos coneixen els esperits vodú pels seus noms, atributs i símbols. Utilitzen aquesta informació durant els rituals per invocar els esperits i interactuar amb ells, ja sigui a través de cançons, danses, pregàries, ofrenes o dibuixant vèvès (símbols espirituals). Aspectes teatrals com el tambor, el cant i el ball són utilitzats per les mambos com a mitjà per "escalfar" el procés mitjançant el qual una persona entra en un estat de possessió o trànsit.
Durant els rituals, les mambos poden ser posseïdes per un loa o poden supervisar la possessió d'altres devots. La possessió d'esperits és un dels objectius més importants dels rituals del vodú perquè posa els éssers humans en contacte directe amb els esperits. Durant la possessió, la consciència i el sentit de control d'un individu abandona el seu cos, la qual cosa augmenta la recepció mental i corporal dels esperits. L'individu posseït es converteix en un recipient perquè l'esperit reveli la seva persona i el seu coneixement còsmic. Això és important perquè els esperits vodú poden oferir consells, curacions o, fins i tot, advertències a les persones en un lloc de culte. Encara que els loa poden encarnar-se en qui vulguin, la intimitat que ofereixen els devots no inclou una comunicació directa amb els esperits o els déus. Això es deu al fet que el cos humà és només carn, que els esperits poden agafar en préstec per revelar-se mitjançant la possessió. Les mambos, però, tenen els coneixements i la formació necessaris per parlar i escoltar els esperits vodú. Com que el contacte humà amb el regne espiritual pot ser un esforç perillós, els mambos utilitzen les seves habilitats per supervisar les possessions i dirigir activament els individus a la consciència.

## Mambosnotables i cultura popular

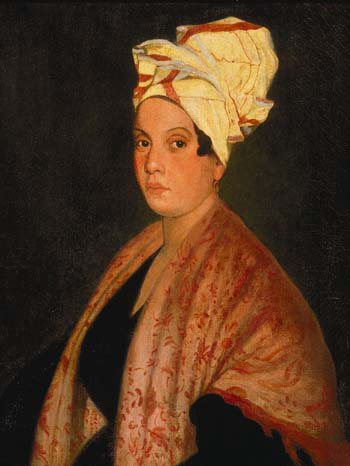
Un retrat de la reida del vodú de Nova Orleans, Marie Laveau.

Cécile Fatiman és coneguda per la seva participació a la cerimònia del vodou d'agost de 1791 a Bois Caïman, que es considera un catalitzador de la revolució haitiana. Aquesta sacerdotessa vodú històrica va inspirar el primer acte de l'aixecament sacrificant un porc negre i compartint la sang amb altres esclaus.
Una altra mambo notable va ser Marie Laveau (1801–1888), una dona criolla de Louisiana que es va convertir en una llegendària practicant del vodú a Nova Orleans. Des de la implantació del vodú a la Louisiana Francesa, les practicants hi van tenir un paper dominant. Es deia que aproximadament el vuitanta per cent dels líders vodú eren dones durant l'època de Laveau. La mateixa Laveau va guanyar gran fama pel seu encant personal i les pràctiques vodú. Avui dia, encara és coneguda com la "reina vodú" de Louisiana. El seu llegat i la seva imatge com a practicant de vudú viuen a la cultura popular moderna. Per exemple, una Marie Laveau de ficció (interpretada per l'actriu Angela Bassett) apareix a la tercera temporada d' American Horror Story: Coven.
Marie Thérèse Alourdes Macena Champagne Lovinski, comunament coneguda com Mama Lola, va ser una destacada líder espiritual i mambo vodú als Estats Units. Va saltar a la fama després de la publicació del relat etnogràfic de Karen McCarthy Brown , Mama Lola: A Vodou Priestess in Brooklyn. El 1962, Mama Lola va deixar el seu Haití natal i va emigrar a Brooklyn, Nova York, a la recerca d'una vida millor. En un viatge de tornada a Haití, l'esperit guerrer Ogou posseir la seva mare i va revelar la crida de Mama Lola al sacerdoci vodú. Ella es va sotmetre a una llarga sèrie de rituals d'iniciació a Haití per completar aquesta transició espiritual. Brown assenyala que, com a mambo, Mama Lola "combina les habilitats d'un metge, un psicoterapeuta, un treballador social i un sacerdot". La seva reputació d'èxit l'ha portat a realitzar rituals i treballs de curació a l'est dels Estats Units, Canadà, el Carib i a Benín. L'atenció concedida a Mama Lola després de la publicació de Mama Lola: A Vodou Priestess a Brooklyn li va proporcionar una plataforma per remodelar les percepcions nord-americanes del vodú i establir un paper com a figura pública a la comunitat haitiana de Nova York. El 2007, Mama Lola va fer una aparició com a convidada a l'episodi 7 de la temporada 2 ("Mama Lola Knows Best") del reality show Tori &amp; Dean: Home Sweet Hollywood .